# Întorsura Buzăului
Întorsura Buzăului (în maghiară Bodzaforduló, supranumit și mica Siberie sau polul frigului,) este un oraș în județul Covasna, Transilvania, România, format din localitatea componentă Întorsura Buzăului (reședința), și din satele Brădet, Floroaia și Scrădoasa. Are o populație de 7.528 de locuitori.
Orașul Întorsura Buzăului este așezat în partea sud-estică a Transilvaniei, în partea sudică a județului Covasna, la granița cu județul Brașov (6 km) pe drumul național 10 care leagă Brașovul de Buzău. Pasul Predeluș este atestat documentar din toamna anului 1476 de o scrisoare a lui Vlad Țepeș către judele Brașovului, în care dădea de știre că: Cu voia lui Dumnezeu mi s-a închinat toată Țara Românească și toți boierii; și v-a slobozit Dumnezeu pretutindeni drumurile și pe la Rucăr și pe la Prahova și pe Teleajen și Buzău. Deci umblați acum slobozi pe unde vă place și hrăniți-vă și Dumnezeu să vă bucure!
Întorsura Buzăului se află în Depresiunea Întorsura Buzăului, ce dă o impresie de cetate medievală. La nord de oraș se află munții Clăbucetele Întorsurii (1.000-1.200 m), acoperit cu păduri de foioase și conifere, precum și de pajiști.
La est, Întorsura Buzăului este străjuită de munții Buzăului, iar la sudul lor de masivul Siriu (vârful Siriu (1.657 m), vârful Malaia (1.662 m).
La vest se înalță culmile domoale ale munților Tătarul Mare și Tătarul Mic, iar la sud de ei culmile abrupte ale masivului Ciucaș (vârful Ciucaș, 1.954 m).

## Primari
- 1988-2008: Gheorghe Baciu (PD)
- din 2008: Leca Băncilă (PSD)
- din 2020: Raul Urdă (USR)

## Obiectiv memorial
Monumentul Eroilor Români din Primul și Al Doilea Război Mondial. Monumentul este un complex de cruci, aflate în cimitirul din fața Bisericii Ortodoxe din Întorsura Buzăului. Crucile au fost înălțate în anii 1945-1946, în memoria eroilor români din Cele Două Războaie Mondiale. Prima dintre cruci este din fier, având ca înscris pe fațadă: „Eroilor români/ Subl. Gheorghe Dobrușin/ Doi soldați necunoscuți/ 1916-1918/ Patria recunoscătoare“. Cea de-a doua cruce este din piatră, având inscripționat textul: „În amintirea eroilor căzuți în războiul întregirii neamului./ Ion Vereguț - 1917, 17 martie, Polonia/ Ruzi și fiul său Iosif Vereguț/ 1941 august 28 în Vigoda Odessa/ Onoare și recunoștință“. A treia cruce este din piatră, având ca înscris: „În amintirea eroului sergent/ Bughea Alexe, n. 1915/ căzut pe front/ Sevastopol. 1941“.

## Demografie
Componența etnică a orașului Întorsura Buzăului
     Români (92,49%)
     Alte etnii (0,46%)
     Necunoscută (7,06%)
Componența confesională a orașului Întorsura Buzăului
     Ortodocși (90,77%)
     Alte religii (1,6%)
     Necunoscută (7,63%)
Conform recensământului efectuat în 2021, populația orașului Întorsura Buzăului se ridică la 8.332 de locuitori, în creștere față de recensământul anterior din 2011, când fuseseră înregistrați 7.528 de locuitori. Majoritatea locuitorilor sunt români (92,49%), iar pentru 7,06% nu se cunoaște apartenența etnică. Din punct de vedere confesional, majoritatea locuitorilor sunt ortodocși (90,77%), iar pentru 7,63% nu se cunoaște apartenența confesională.
|  | Graficele sunt indisponibile din cauza unor probleme tehnice. Mai multe informații se găsesc la Phabricator și la wiki-ul MediaWiki. |

Date: Recensăminte sau birourile de statistică - grafică realizată de Wikipedia

## Politică și administrație
Orașul Întorsura Buzăului este administrat de un primar și un consiliu local compus din 15 consilieri. Primarul, Raul Urdă[*], de la Uniunea Salvați România, este în funcție din octombrie 2020. Începând cu alegerile locale din 2024, consiliul local are următoarea componență pe partide politice:
|  | Partid                                      | Consilieri | Componența Consiliului | Componența Consiliului | Componența Consiliului | Componența Consiliului | Componența Consiliului | Componența Consiliului | Componența Consiliului | Componența Consiliului | Componența Consiliului |
|  | ------------------------------------------- | ---------- | ---------------------- | ---------------------- | ---------------------- | ---------------------- | ---------------------- | ---------------------- | ---------------------- | ---------------------- | ---------------------- |
|  | Alianța pentru Întorsura Buzăului - Usr Pnl | 9          |                        |                        |                        |                        |                        |                        |                        |                        |                        |
|  | Alianța pentru Unirea Românilor             | 3          |                        |                        |                        |                        |                        |                        |                        |                        |                        |
|  | Partidul Social Democrat                    | 2          |                        |                        |                        |                        |                        |                        |                        |                        |                        |
|  | Partidul Mișcarea Populară                  | 1          |                        |                        |                        |                        |                        |                        |                        |                        |                        |

## Personalități
- Nicolae Cristea (1889 - ?), deputat în Marea Adunare Națională de la Alba Iulia;
- Suzana Gâdea (1919 - 1996), demnitar comunist;
- Valeriu Bularca (1931 - 2017), sportiv la lupte;
- Gheorghe Tohăneanu (n. 1936), gimnast;
- Benone Damian (1938 - 2012), muzician;
- Rodica Vidu (n. 1944), handbalistă;
- Ionuț Neagu (n. 1982), senator.